# Gebirgsschlag Völkershausen

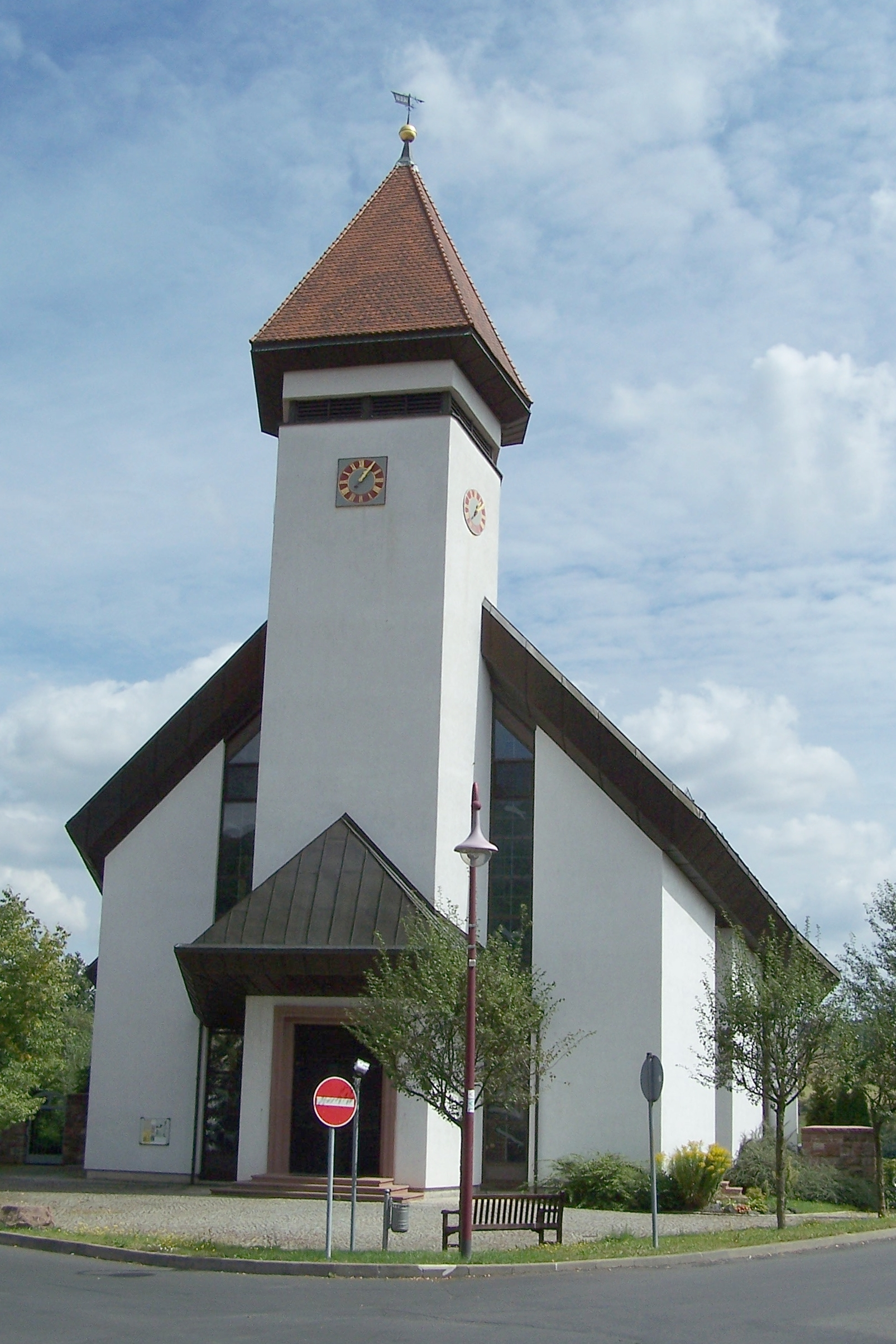
Die neu erbaute Kirche in Völkershausen

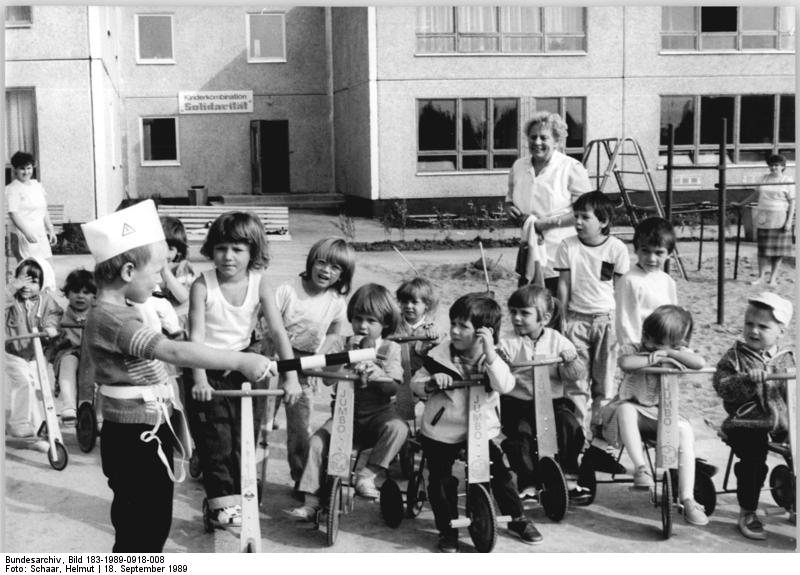
Pressefoto vom 18. September 1989 mit spielenden Kindern in der gerade eröffneten Kinderkombination „Solidarität“

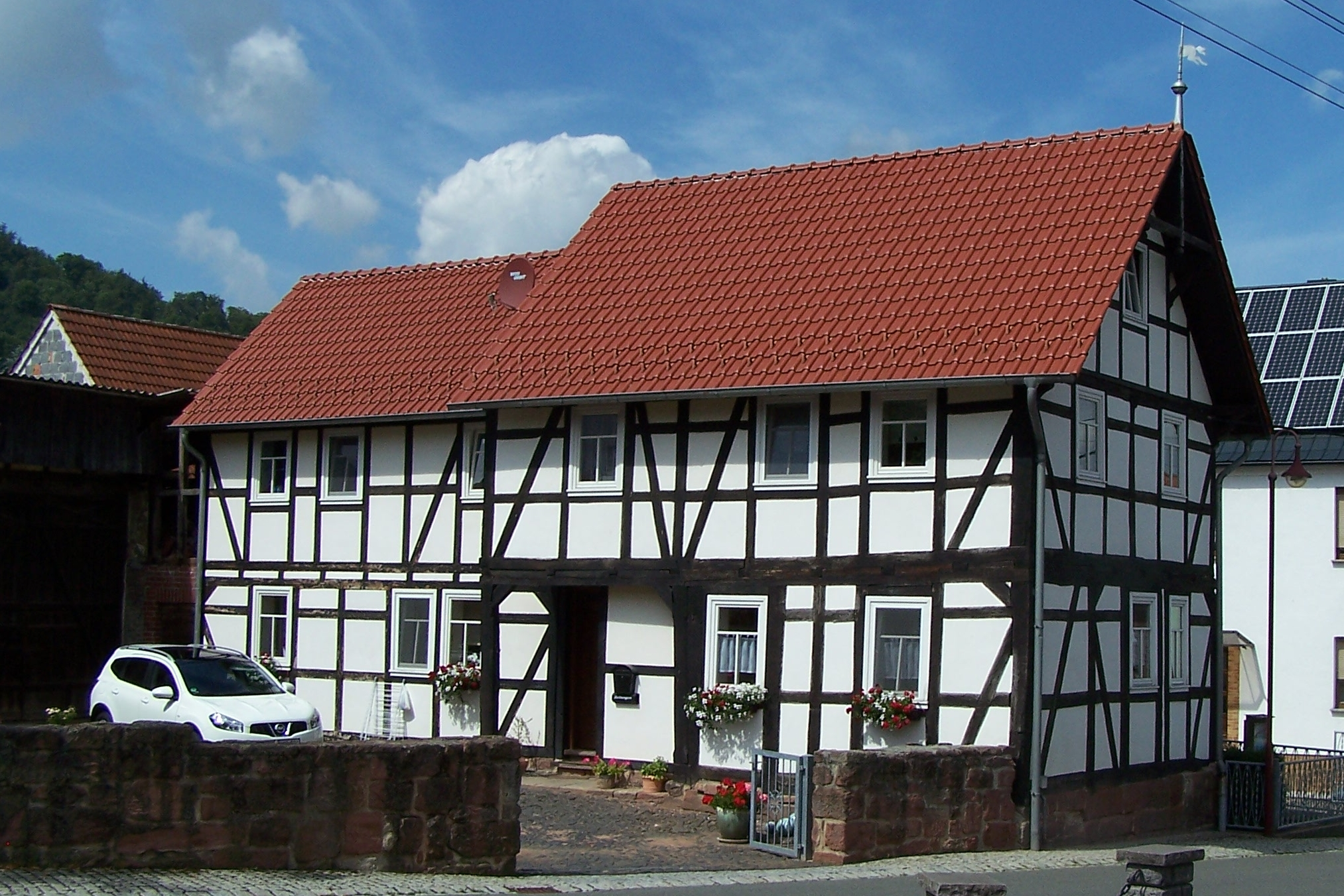
Einige der Fachwerkhäuser überstanden den Gebirgsschlag unversehrt.

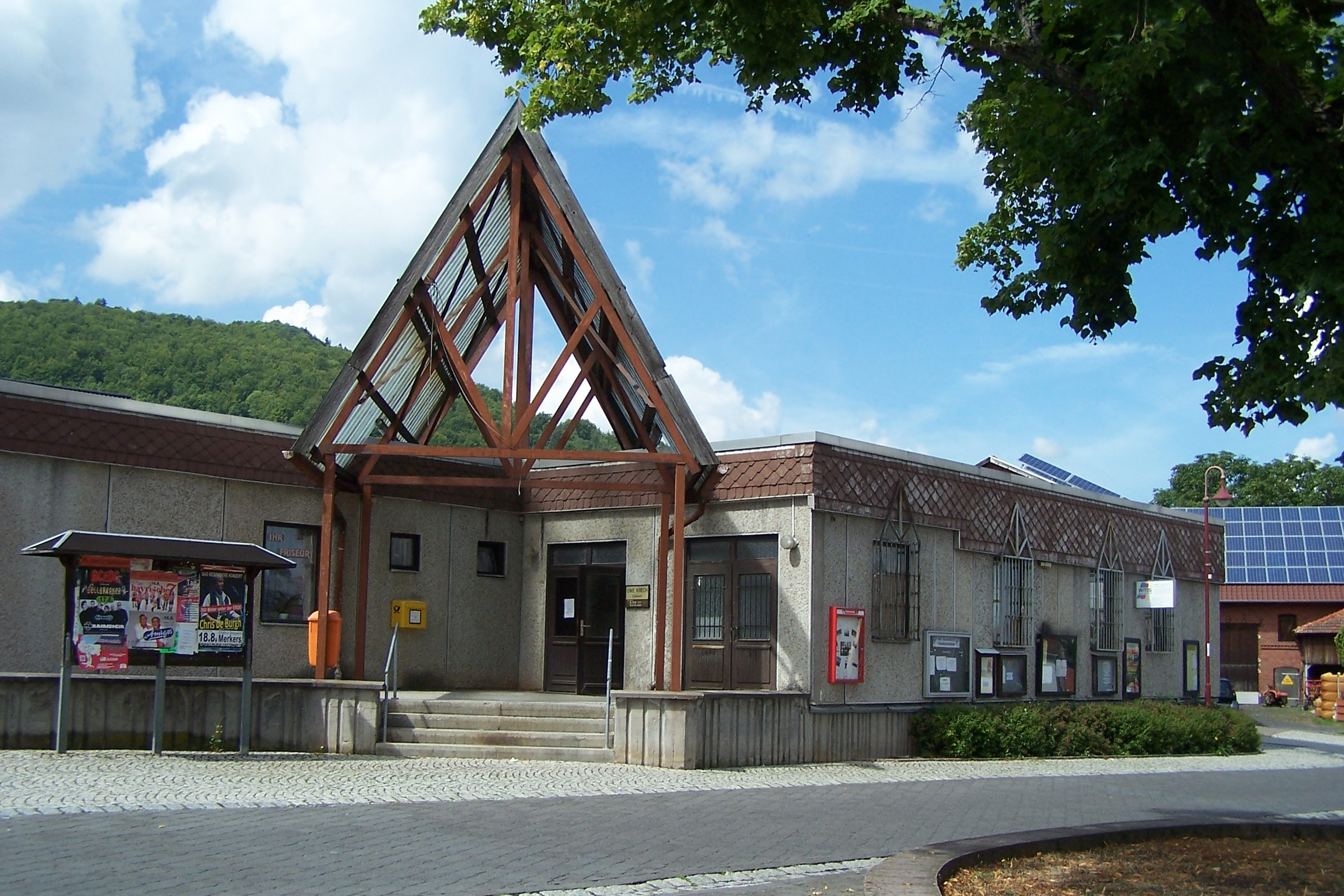
Zu den Neubauten gehörte der aus Betonfertigteilen gestaltete Dorfladen.

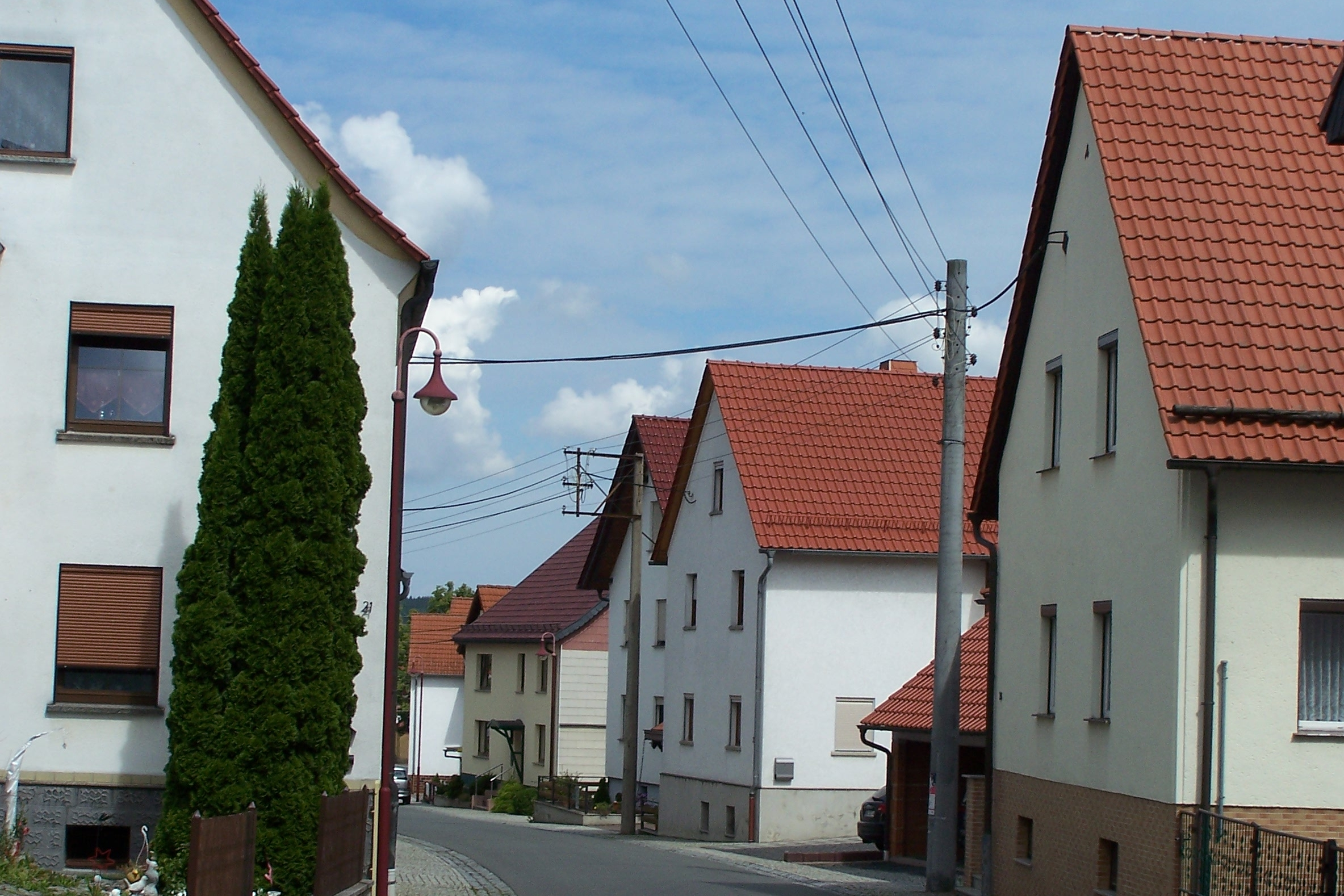
Im Ort Völkershausen (2012)

Das als Gebirgsschlag Völkershausen weltweit notierte Ereignis war eine durch Bergbautätigkeit verursachte Katastrophe. Sie hatte die großflächige Zerstörung der Rhöngemeinde Völkershausen zur Folge und ereignete sich am 13. März 1989 gegen 14:02 Uhr.

## Ereignis
Eine planmäßig durchgeführte Sprengung im Grubenfeld des DDR-Kalibergbaubetriebes Ernst Thälmann führte untertägig zum großflächigen Zusammenbruch eines Abbaufeldes und zeitgleich an der Oberfläche zu einem Erdbeben der Stärke ML=5,6 auf der Richterskala. Dabei wurden fast 80 % der 360 Wohnhäuser im Ort beschädigt. Nahezu alle historischen Gebäude, das Schloss mit seinen Nebengebäuden, die Kirche, das Pfarrhaus und 15 Privathäuser mussten abgerissen werden. Noch in der Nachwendezeit erhielt die Region 36 Mio. D-Mark zur Beseitigung von Schäden. Im heutigen Ort sind an markanten Punkten Infotafeln aufgestellt, die an die Geschichte des jeweiligen Gebäudes erinnern. Nach Aussagen der Untersuchungskommission wurden bei dem zwölf Sekunden dauernden Beben sechs Menschen verletzt.

## Bewertung
Der Gebirgsschlag bei Völkershausen zählt weltweit zu den energiereichsten seismischen Ereignissen, die durch bergbauliche Tätigkeiten ausgelöst wurden. Rund 3200 fünf bis zehn Meter hohe und etwa 30 m breite Stützpfeiler aus Carnallit brachen in kurzer Zeit zusammen. Die durch den Gebirgsschlag hervorgerufenen Bodenerschütterungen wurden bis in eine Entfernung von mehr als 300 km verspürt, sie erreichten die Lokalmagnitude ML=5,6. Nach überschlägigen Berechnungen entsprach die freigesetzte Energie dieses Gebirgsschlages 200 Kilotonnen TNT, also etwa der Energiemenge der Atombombenexplosion Greenhouse George. 850 m höher in Völkershausen senkte sich der Erdboden teilweise um mehr als einen Meter. Die seismische Erschütterung war noch bis Berlin, Hannover, Nürnberg, Frankfurt, Köln und Ingolstadt spürbar, sogar aus Prag und Wien wurden Beobachtungen gemeldet.

## Ursachen
Verursacht wurde der Gebirgsschlag durch Berechnungsfehler bei der Dimensionierung der erforderlichen Stützpfeiler im Abbaufeld, offenbar verbunden mit einem bei der planmäßigen Sprengung im Kalischacht Merkers  ausgelösten untertägigen Gasausbruch, wodurch die erforderliche Statik des Abbaufeldes auf einer Fläche von 6,8 Quadratkilometern impulsartig zusammenbrach.

## Folgen
Die unmittelbaren Folgen des Gebirgsschlages waren Schäden in Höhe von 40,5 Millionen DDR-Mark für die Beseitigung der Schäden, Neuerrichtung von Gebäuden, Versicherungswerte und andere Formen der Entschädigung. Weite Teile der historischen Bebauung waren stark beschädigt und mussten abgetragen werden, darunter auch das Schloss Völkershausen und die im frühen 18. Jahrhundert erbaute St.-Annen-Kirche. 
Auf Vorschlag der SED-Bezirksleitung Suhl wurde sofort und unbürokratisch mit dem Wiederaufbau und der Reparatur an den Gebäuden begonnen. Zwei Wohnblöcke, die Kindertagesstätte, eine Kaufhalle und etwa 50 Eigenheime wurden umgehend neu errichtet. Das Ziel war, die Arbeiten bis zum 40. Jahrestag der DDR im Herbst 1989 zu beenden. Politbüromitglied Werner Jarowinsky und andere hochrangige SED-Funktionäre besuchten die Bergarbeiterorte. Die Verteilung von materiellen Vergünstigungen und die gleichzeitige Disziplinierung durch die Staatssicherheit zeigten bei der Wahl im Mai 1989 Wirkung. Der rasch begonnene Wiederaufbau schuf augenscheinlich in der Bevölkerung Zuversicht und Vertrauen.
Kurz nach dem Gebirgsschlag wurden die Hangbereiche der Talsperre Schönbrunn, die etwa 65 km vom Epizentrum entfernt liegt, einer vertiefenden Untersuchung unterzogen. Die Untersuchungen wurden von einer Expertenkommission durchgeführt, da sich im Stauraum der Talsperre bewegungsaktive Hangareale befinden, die durch seismische Aktivitäten unter Umständen reaktiviert werden können.